# Eldon (Iowa)
Eldon é uma cidade localizada no estado americano de Iowa, no Condado de Wapello.

## Demografia
Segundo o censo americano de 2000, a sua população era de 998 habitantes.
Em 2006, foi estimada uma população de 975, um decréscimo de 23 (-2.3%).

## Geografia
De acordo com o United States Census Bureau tem uma área de
2,9 km², dos quais 2,9 km² cobertos por terra e 0,0 km² cobertos por água. Eldon localiza-se a aproximadamente 189 m acima do nível do mar.

## Localidades na vizinhança
O diagrama seguinte representa as localidades num raio de 16 km ao redor de Eldon.